# فندر جگ-استنگ
فندر جَگ-اِستَنگ (به انگلیسی: Fender Jag-Stang) یک گیتار الکتریک از محصولات شرکت فندر است که با طراحی و به سفارش کرت کوبین رهبر گروه نیروانا و با تلفیق گیتارهای سری ماستَنگ و جگوار فندر تولید شده‌است. پس از آن‌که کوبین ایدهٔ ساخت جگ-استنگ را با کمپانی فندر مطرح کرد، ۲ نمونهٔ اولیهٔ چَپ‌دست از آن ساز توسط سازندهٔ سازهای سفارشی، لَری اِل. بروکس ساخته شد که فقط یکی از آن‌ها توسط کوبین استفاده شد. گفته شده که کوبین از نمونهٔ اولیهٔ تولید شده ناراضی بود و قبل از آن‌که در تور اروپایی آلبوم در رَحِم (۱۹۹۴)-به ندرت-از آن استفاده کند، ساز را برای انجام پاره‌ای تغییرات به شرکت فندر بازگردانده بود. برخی بر این عقیده‌اند که کوبین پیش از مرگ‌اش در آوریل ۱۹۹۴ هیچ‌گاه مجال بررسی دقیق و رفع مشکل‌های احتمالی جَگ-اِستَنگ را نیافت.
در نمونهٔ اولیهٔ جگ-استنگ که برای کوبین ساخته شد از «پیک‌آپ‌های سینگل کویل فندر تگزاس ویژه» در پایین دسته (نِک) و «پیک‌آپ هامباکر دی‌مارزیو سری اچ-۳» در قسمت بریج استفاده شده‌بود. در کنار پیک‌آپ‌های این ساز (مانند برخی گیتارهای وینتیج) کلیدهای خاموش/روشن تعبیه شده‌است تا نوازنده به‌دلخواه، پیک‌آپ‌ها را به‌تنهایی یا به‌همراه هم استفاده کند یا هر دوی آن‌ها را از کار بیندازد. ایرادهایی به کیفیت پیک‌آپ‌ها و ساختار گیتار جگ-استنگ وارد شده‌است، در مقابل دارندگان این مدل گیتارها معتقدند این موارد باعث منحصر به‌فرد بودن جگ-استنگ شده‌اند و نشان‌دهندهٔ طرز تفکر گرانج طراح آن هستند.
اولین سری تولید جگ-استنگ در سال ۱۹۹۵ و پس از مرگ کرت کوبین آغاز شد. در سال ۲۰۰۱ تولید آن متوقف شد و ۲ سال بعد به‌خاطر محبوبیت و تقاضای بازار، فندر ژاپن تولید آن را از سر گرفت تا این‌که در ماه مه ۲۰۰۶ مجدداً تولید آن متوقف شد.
کورتنی لاو گیتار جگ-استنگ کوبین را پس از مرگ‌اش به پیتر باک (گیتاریست آر.ای.ام.) داد. او در ویدئوی ترانهٔ «?What's the Frequency, Kenneth»-با جابه‌جا کردن سیم‌ها از چپ‌دست به راست‌دست- از این ساز استفاده کرده‌است. همچنین مایک میلز (باسیست آر. ای. ام) در یکی از کنسرت‌های آر.ای.ام. و برای اجرای ترانهٔ «من هم بازی»-که بابت ادای احترام به کوبین سروده شده- از این ساز استفاده کرده‌است.

## منبع
- مشارکت‌کنندگان ویکی‌پدیا. «Fender Jag-Stang». در دانشنامهٔ ویکی‌پدیای انگلیسی، بازبینی‌شده در ۳ فوریه ۲۰۱۱.